# Krancz István
Krancz István (Csatár, 1795. augusztus 22. – Szombathely, 1874. március 13.) római katolikus prépost.

## Élete
1819-ben a szombathelyi püspökmegyében áldozópappá szenteltetett fel; rövid idei káplánkodás után tömördi plébánossá nevezték ki. Hivatalos működésén kívül, idejét a magyar jogismeret megszerzésére szentelte és ebbeli jártasságát a megyei gyűléseken tartott beszédeiben érvényesítette. A konzervatív tábornak kitűnő harcosa volt és barátságos összeköttetésben állott Vas vármegye jelesebb férfiaival. 1845-ben a szombathelyi szeminárium aligazgatójává, 1853-ban kanonokká, 1871-ben préposttá nevezték ki.
Cikkei K-n jegy alatt a Századunkban, később a Nemzeti Ujságban közfigyelmet keltettek.